# Alhambra Nievas

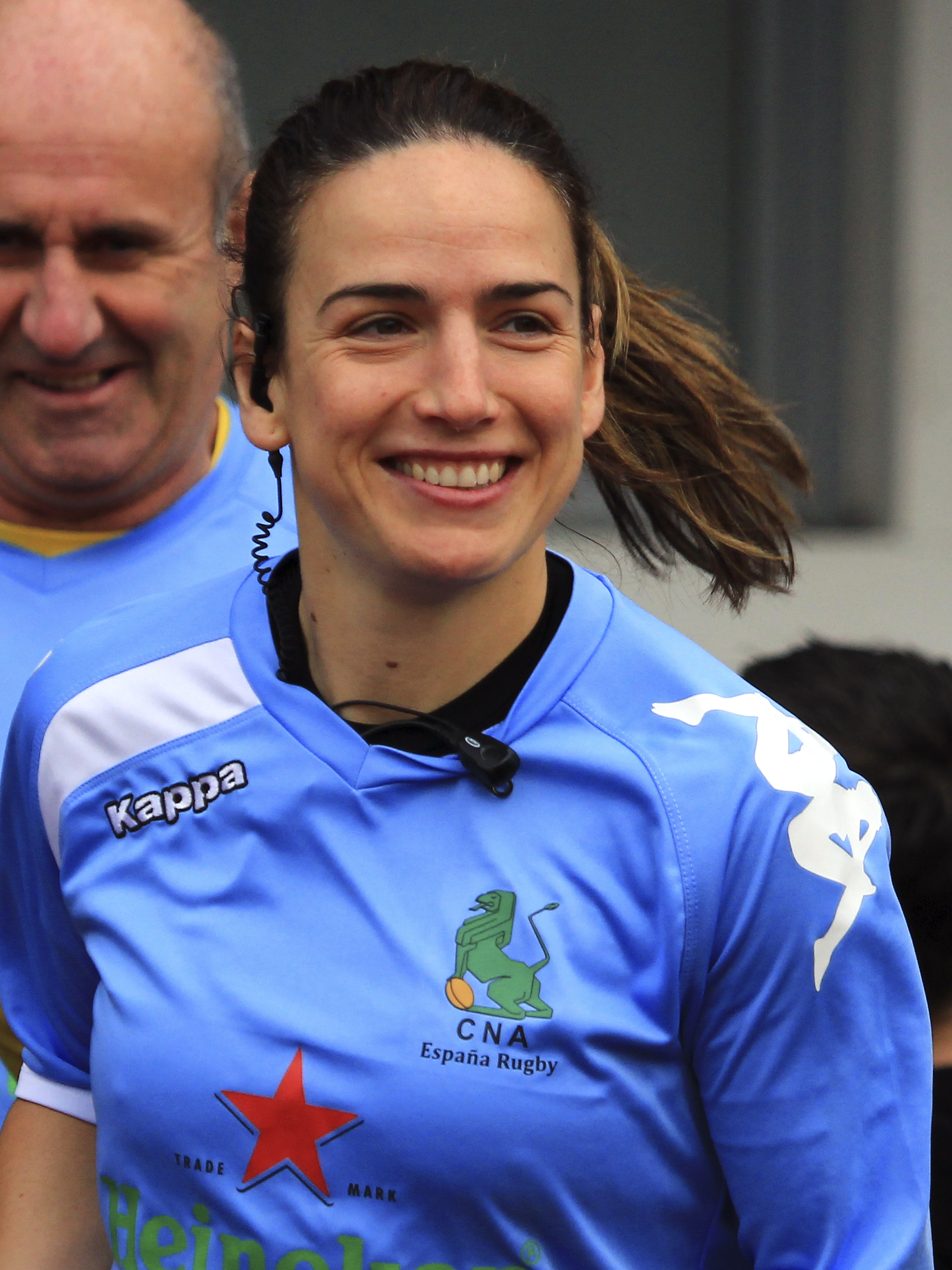
Alhambra Nievas (2016)

Alhambra Nievas (* 9. August 1983 in Beas de Granada, voller Name: María de la Alhambra Nievas González) ist eine ehemalige spanische Rugby-Union-Spielerin und -Schiedsrichterin. Sie leitete das Endspiel des Siebener-Rugby-Turniers der Frauen bei den Olympischen Sommerspielen 2016 und ein Jahr später als erste Frau ein Rugby-Union-Länderspiel der Männer.

## Biografie

### Rugbyspielerin
Als Kind lebte Alhambra eine Zeitlang in Almería, wo sie verschiedene Sportarten ausprobierte, darunter Fußball, Tennis, Basketball, Volleyball und Karate. Sie begann 2002 im Alter von 19 Jahren Rugby Union auszuüben, als sie an der Universität Málaga studierte, wo sie einen Abschluss in Telekommunikationstechnik machte. Sie spielte zehn Jahre lang als Flügelstürmerin für die Frauenmannschaft der Universität und war auch Mannschaftskapitänin. Ebenso vertrat sie Andalusien auf Provinzebene.
Während der Six Nations der Frauen 2006 absolvierte Nievas drei Einsätze für die spanische Nationalmannschaft. Ihr Debüt gab sie am 11. Februar gegen England. Außerdem spielte sie am 25. Februar gegen Frankreich und am 18. März gegen Schottland. Sie gehörte auch der spanischen Siebener-Rugby-Nationalmannschaft an.

### Schiedsrichterin
Nievas begann 2006 im Alter von 26 Jahren als Schiedsrichterin tätig zu werden. Während sie noch aktiv spielte, erklärte sie sich bereit, bei einem Kinderturnier auszuhelfen. An jenen Wochenenden, an denen sie kein Spiel hatte, begann sie, regelmäßig Jugendspiele zu leiten. Ihre Talente wurden sowohl vom andalusischen Rugbyverband als auch von der Federación Española de Rugby erkannt. Nachdem sie 2012 das Angebot erhalten hatte, Spiele im Erwachsenenbereich zu leiten, beschloss Nievas, als Spielerin zurückzutreten und sich auf die Schiedsrichterei zu konzentrieren. In der Saison 2012/13 begann sie als Schiedsrichterin in der División de Honor de Rugby und bereits in der Saison 2014/15 leitete sie das Meisterschaftsfinale. Sowohl 2014 als auch 2017 pfiff sie das Finale der Copa del Rey de Rugby.

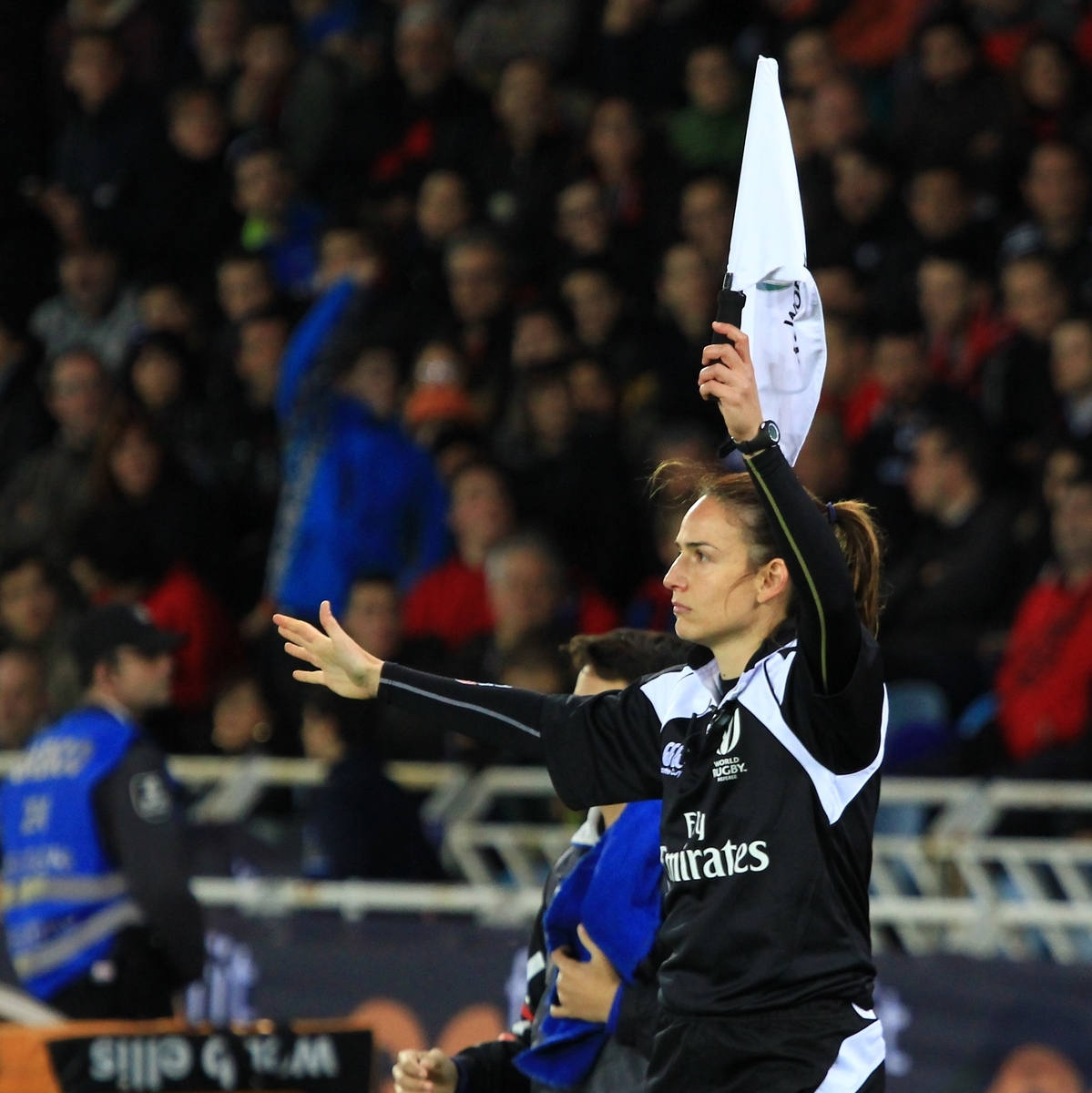
Nievas als Schiedsrichterassistentin beim Spiel Tonga–USA in San Sebastián (2016)

Auf internationaler Ebene kam Nievas überwiegend im Siebener-Rugby zum Einsatz, beginnend am 15. Februar 2014 mit der Partie zwischen Australien–China beim Turnier USA Women's Sevens. Ihren 100. Einsatz hatte sie am 30. November 2017 anlässlich der Dubai Women's Sevens bei der Begegnung zwischen Russland und England. Ebenfalls 2014 gab Nievas ihr internationales Debüt als Schiedsrichterin im Frauen-Rugby-Union, als sie die Begegnung zwischen Neuseeland und Samoa im Eden Park in Auckland leitete. Anschließend leitete sie Spiele bei den Six Nations der Frauen sowie bei den Frauen-Weltmeisterschaften 2014 und 2017. Bei den Olympischen Sommerspielen 2016 in Rio de Janeiro pfiff sie das Finale des Frauenturniers im Siebener-Rugby. Ebenfalls 2016 wurde sie von World Rugby als Schiedsrichterin des Jahres ausgezeichnet.
Am 19. November 2016 war Nievas als Schiedsrichterassistentin bei einem Rugby-Union-Länderspiel der Männer zwischen Tonga und den Vereinigten Staaten im Estadio Anoeta in San Sebastián im Einsatz – als erste Frau überhaupt. Knapp ein Jahr später war sie am 17. Oktober 2017 die erste Frau, die ein Länderspiel der Männer leitete, als im Rahmen der Rugby Europe Conference 2017/18 die Mannschaften von Finnland und Norwegen aufeinander trafen; zwei Wochen später folgte die Irin Joy Neville. Nach der Siebener-Rugby-Weltmeisterschaft der Frauen 2018 trat Nievas als Schiedsrichterin zurück; seit September 2018 ist sie beim internationalen Verband World Rugby als Managerin für die Entwicklung des Schiedsrichterwesens zuständig.